# Pelayo Díaz
Pelayo Díaz, més conegut com a Prince Pelayo (Oviedo, 28 de juny de 1986) és un estilista, bloguer, dissenyador de moda, model, discjòquei, col·laborador de televisió espanyol i escriptor que es va fer famós gracies el seu blog de moda Katelovesme i per la seva col·laboració al programa Cámbiame que la cadena Telecinco emet diàriament; on la gent acudeix en busca d'ajuda d'un estilista per canviar la seva imatge.

## Biografia
Pelayo Díaz va néixer a Oviedo el 1986, criat per una familia obrera. Té una germana anomenada Natalia. Va començar en el món de la moda el 2007 quan va obrir el seu primer blog anomenat Katelovesme, en aquell temps amb poca repercussió. Més tard, se'n va anar a estudiar a l'escola superior Central Saint Martins College of Art and Design de Londres, on es va graduar el 2011. El seu blog va créixer en popularitat després de col·laborar amb firmes com Alexander McQueen, Giles Deacon, David Delfín i Louis Vuitton. El 2011 va llançar la seva primera col·lecció anomenada «Nobody knows».
El 2014 esdevé un adjunt en desfilades com Mercedes-Benz Fashion Week Madrid i fotoreclams per promocionar firmes al seu blog i al seu perfil d'Instagram. També va fer una reinterpretació de la col·lecció tardor-hivern 2014 de Louis Vuitton al costat de Alba Galocha. D'altra banda, Díaz també va començar una carrera en el món de la televisió. La seva primera aparició va ser en un episodi de La que se avecina el 2014. El 2016 va treure al mercat el disseny una col·lecció de copes de la marca de ginebra Bulldog i el 2017 va desfilar per a Dolce & Gabbana a Milà.
A partir del 2015, Pelayo comença una carrera televisiva després de participar a Cámbiame, de Telecinco, on segueix treballant. El mateix any va col·laborar també per als espais Cámbiame Premium i Cámbiame Noche, i va presentar les Campanades de cap d'any a la mateixa cadena. A partir d'abril 2016 participa com a jutge en la «Sálvame Fashion Week». A partir de novembre de 2016 va començar a presentar el programa By Pelayo a Mtmad .